# Pár slov a dost
„Pár slov a dost“ je pilotní singl z druhé řadové desky OK Bandu Tvůj čas přichází a jeden z největších hitů skupiny s vokály Marcely Březinové. Píseň pochází z autorské dílny Karla Svobody.

## Seznam skladeb
| Pořadí         | Název                  | Autor                                     | Délka |
| -------------- | ---------------------- | ----------------------------------------- | ----- |
| 1.             | Pár slov a dost        | K. Svoboda / V. Kočandrle                 | 3:31  |
| 2.             | On (nealbová nahrávka) | V. Kočandrle / V. Kočandrle – L. Vostárek | 2:30  |
| Celková délka: | Celková délka:         | Celková délka:                            | 6:01  |

## Obsazení
Zpěv
- Sólo a vokály – Marcela Březinová

| Instrumentální doprovod a nástroje - Skupina – OK Band - Klávesy – Karel Svoboda (1) | Produkce a výroba - Hudební režie – Svoboda (1) - Zvuková režie – František Řebíček • Karel Hodr • Jiří Brabec - Obal a fotografie – Daniela a Jiří Antalovských |

(Pozn. Údaje převzaté z oficiálního bookletu hudebního nosiče a nosné desky.)

## Přehled vydání
| Datum | Edice               | Formát | Katalog   | Vydavatel | Vydavatel |
| --- | ------------------- | ------ | --------- | --------- | --------- |
| 1985 | Standardní          | SP     | 1143 3132 | Supraphon | [ 3 ]     |
| 1986 | Standardní (dotisk) | SP     | 1143 3132 | Supraphon | [ 4 ]     |
| Písmeno "x" u katalogů zastupuje číslici, jejíž hodnota se mění v závislosti na formátu hudebního nosiče (LP=1, CD=2, MC=4) |                     |        |           |           |           |